# Femmes à l'état brut
Femmes à l'état brut (Uncut Femmes) est un épisode de la série télévisée d'animation Les Simpson. Il s'agit du dix-septième épisode de la trente-deuxième saison et du 701e de la série.

## Synopsis
Alors qu'une nouvelle fois, Homer ne respecte pas ses engagements familiaux, Marge se retrouve contrainte à abandonner ses projets pour emmener ses enfants en sortie sur un bateau. Après s'être liée d'amitié avec Sarah Wiggum, elles se font kidnapper et Marge découvre alors le passé de voleuse de bijoux de Sarah. En découvrant la trahison qu'elle et son équipe ont subie, Marge va suivre sa nouvelle amie ainsi que son équipe de braqueuses pour mettre au point leur vengeance, tandis que leurs maris vont tenter de se racheter...

## Réception
Lors de sa première diffusion, l'épisode a attiré 1,22 million de téléspectateurs.